# Reserva natural marina de Cerbère-Banyuls
La reserva natural marina de Cervera-Banyuls (en francés: Réserve naturelle marine de Cerbère-Banyuls) es una reserva natural ubicada en la Región de Occitania, Francia. Fue la primera reserva marina francesa, creada en 1974 y abarca 650 hectáreas de mar entre las comunas de Banyuls-sur-Mer y Cerbère, al este de los Pirineos Orientales. 

## Nombres
El lugar es conocido también con los nombres siguientes:
- Réserve naturelle national de Cervera-Banyuls (reserva natural nacional de Cerbère-Banyuls)
- Réserve de Cervera-Banyuls (reserva de Cerbère-Banyuls)

## Ubicación

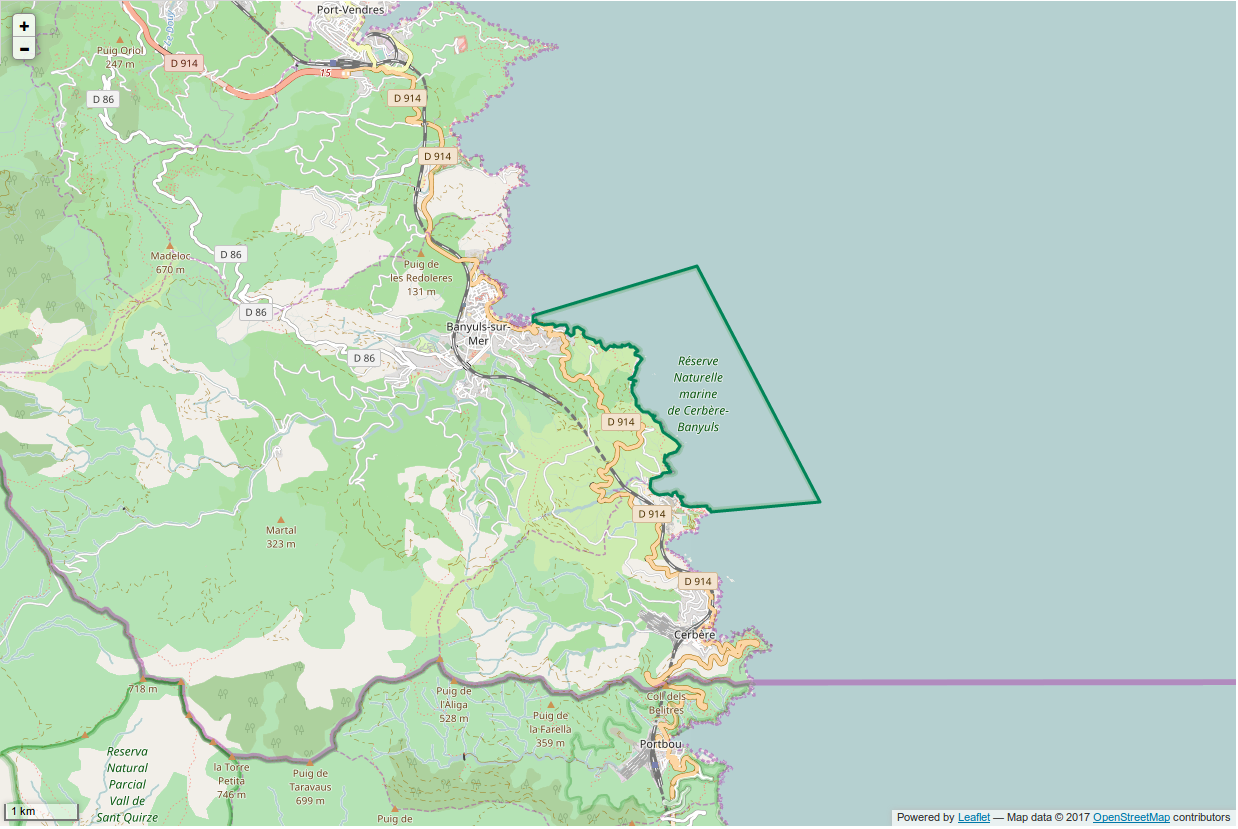
Perímetro de la reserva natural.

El territorio de la reserva natural se encuentra en el departamento de los Pirineos Orientales, en los municipios de Banyuls-sur-Mer y Cerbère. Se encuentra a lo largo de la costa de Bermeja, al pie del macizo de Albères, entre Île Grosse y Cap Peyrefite, cerca de Cerbère. Cubre 650 hectáreas del dominio público marítimo con un litoral de unos 6,5 km y unos 2 km de ancho. 
La plataforma continental es estrecha y con una pendiente pronunciada y hay fondos desde los 60 metros a menos de 2 km de la costa, mientras que se encuentran a solo 10 km de la costa en el fondo arenoso al norte de Racou, en Argelès-sur-Mer. 
Gracias a la escorrentía del agua en las laderas de las montañas cercanas, la corriente Liguro-Provenzal que trae el aluvión del río Ródano y los vientos que, a menudo violentos, son el origen de la presencia en esas agua de muchas partículas minerales y orgánicas que contribuyendo a una gran riqueza faunística y florística del entorno.

## Historia
En la década de 1970 se impuso la creación de la reserva natural para detener la destrucción de la costa por el turismo, la pesca y la contaminación, por lo tanto, urgía defender las especies en peligro de extinción, además de aprovechar para investigar la zona y hacer pedagogía a todo el público sobre el medio ambiente y promover la economía local. 
La presencia del Observatorio oceanográfico de Banyuls-sur-Mer ha permitido estudiar los entornos de la reserva natural y la gran biodiversidad que albergan. Cuarenta años después, la fauna y la flora han recuperado su riqueza y fertilidad.

## Biodiversidad

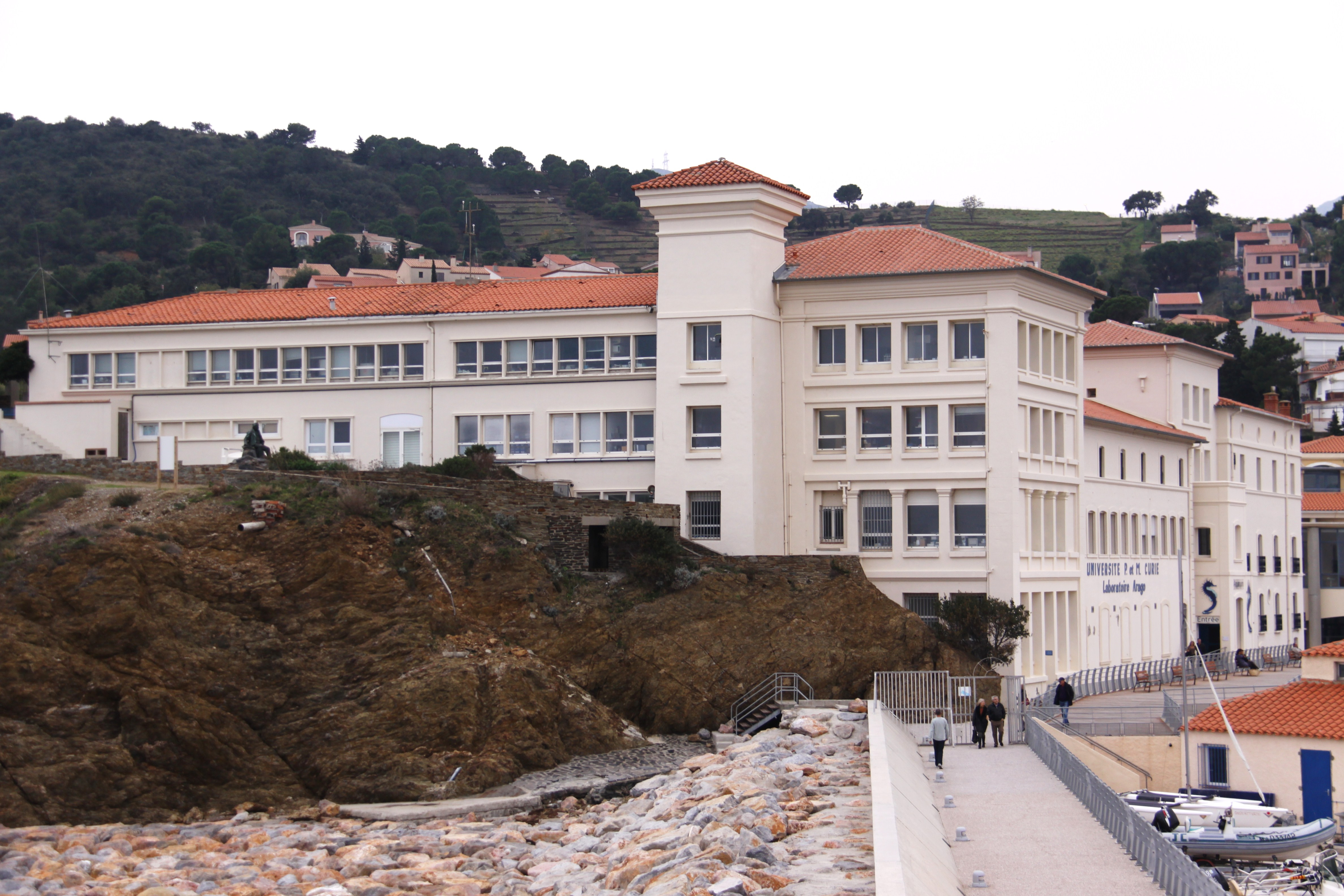
Observatorio oceanográfico

La reserva natural alberga los tres principales hábitats mediterráneos basados en el desarrollo de formas de plantas vivas. Estos hábitats forman un paisaje submarino muy diverso dentro de unidades ecológicas más homogéneas que consisten en pedregales y rocas de acantilados erosionados o rocas masivas, el hábitat de la mayoría de las especies comunes. pescado. Estos hábitats son:

### Flora
- La vereda de Corallinaceae: ubicado en la zona de rompeolas, especialmente en los lugares expuestos a los vientos dominantes, está compuesto por una pila de algas calcáreas, el apoyo de una multitud de especies animales y vegetales;
- Las praderas de posidonia: proporcionan viveros y criaderos para varias especies. Son prados poco profundos porque la débil penetración de la luz tiende a elevar su límite inferior hacia la isóbata de 15 metros.
- El coralino: está muy bien desarrollado principalmente en la extensión de las tapas, y forma múltiples fisuras y cavidades. Es el hábitat que alberga la mayoría de las especies de formas y colores muy variados.